# Sverigeboken
Sverigeboken (LITERALMENTE Livro da Suécia; PRONÚNCIA APROXIMADA svérie-buquen) é um guia turístico sobre a Suécia, compilado pelo redator-chefe Olof Thaning, publicado em 1983, pela editora Reader's Digest.
Inclui textos, fotografias e mapas sobre a Suécia e as suas províncias históricas, desde as montanhas cobertas de neve da Lapónia, no Norte, até às planícies agrícolas da Escânia, no Sul. Tanto o património cultural e histórico, como a geografia física e humana, enquadrados no seu contexto histórico e cultural, são descritos de forma concisa e acessível.